# Església de Sant Joan de Ribera de Burjassot
L'església de Sant Joan de Ribera és un temple catòlic situat al carrer Isabel la Catòlica, 23, en el municipi de Burjassot. És un Bé de Rellevància Local amb identificador nombre 46.13.078-001.

## Història
Es va erigir com a parròquia el 29 de desembre de 1953.